# بایانوپولیس
بایانوپولیس (به پرتغالی: Baianópolis) یک منطقهٔ مسکونی در برزیل است که در باهیا واقع شده‌است. بایانوپولیس ۱۳٬۹۲۹ نفر جمعیت دارد.